# Anna holland királyné
Anna holland királyné, született Anna Pavlovna orosz nagyhercegnő (oroszul: великая княжна Анна Павловна Романова, hollandul: Anna Paulowna, Koningin der Nederlanden; Szentpétervár, 1795. január 18. – Hága, 1865. március 1.) a Holstein–Gottorp–Romanov-házból származó orosz nagyhercegnő, I. Pál orosz cár és Marija Fjodorovna cárné leánya, II. Vilmos holland királlyal kötött házassága révén 1840–1849 között Hollandia királynéja és Luxemburg nagyhercegnéje.

## Származása és ifjúkora
Anna Pavlovna nagyhercegnő I. Pál cár és Zsófia Dorottya württembergi hercegnő nyolcadik gyermekeként, illetve hatodik leányaként született. Tíz testvére közül csak kilenc érte meg a felnőttkort: Anna legfiatalabb nénje, Olga Pavlovna elhalálozott hároméves korában, épp abban az évben, amelyben Anna nagyhercegnő született.
A nagyhercegnő idősebb testvéreinek nevelését nagyanyjuk, II. Katalin cárnő felügyelte, de Anna Pavlovna tanítása már teljes mértékben édesanyja kezében volt. A nagyhercegnőt elsősorban zenére, rajzolásra, irodalomra oktatták, de fontos volt a társalgás művészete is. Anna Pavlovna nagyon bensőséges kapcsolatban állt öccseivel, a későbbi I. Miklóssal és Mihail Pavloviccsal.

## Házassága és gyermekei
I. Napóleon francia császár már 1809-ben új feleséget keresett magának, és először egy Romanov-menyasszonyt szeretett volna, ily módon biztosítandó az Orosz Birodalom barátságát Franciaország számára. Miután 1810-ben elvált első feleségétől, Jozefina francia császárnétól, Napóleon először Anna nénjét, Jekatyerina Pavlovnát szemelte ki magának. A frigybe azonban sem I. Sándor, a nagyhercegnők bátyja, sem az özvegy anyacárné nem egyezett bele, Jekatyerinát pedig gyorsan eljegyezték egyik unokatestvérével. Napóleon ezek után Annát vette célba, és őt szerette volna oltár elé vezetni. Kérését azonban megint elutasították, így végül a császár Habsburg–Lotaringiai Mária főhercegnőt vette el.
1814-ben Károly Ferdinánd francia királyi herceg kívánta oltár elé vezetni a nagyhercegnőt. Amennyiben azonban Anna Pavlovna nőül ment volna Károly Ferdinánd herceghez, át kellett volna keresztelkednie katolikus hitre, ezt viszont az orosz ortodox egyház törvényei nem tették lehetővé.
1815 decemberében Vilmos holland trónörökös és édesapja, I. Vilmos holland király Szentpétervárra érkeztek abból a célból, hogy feleséget válasszanak a trónörökös számára. Vilmos herceg egy ideig jegyben járt Sarolta Auguszta walesi hercegnővel, ám miután az eljegyzést felbontották, Alekszandr Pavlovics cárevics tanácsára Vilmos király Oroszországban nézett új feleséget fiának. 1816. február 21-én, Szentpétervárott Anna nagyhercegnő feleségül ment a holland trónörököshöz. A házasság – mint a legtöbb az uralkodók gyermekei között – érdekből jött létre, hogy Oroszország és Hollandia jó kapcsolatba kerüljenek egymással. A nagyhercegnő ismertebb nevét, az Anna Paulownát új hazájának köszönhette, ott ugyanis a 19. századi holland–orosz átírás miatt így nevezték. A frigyből öt gyermek született:

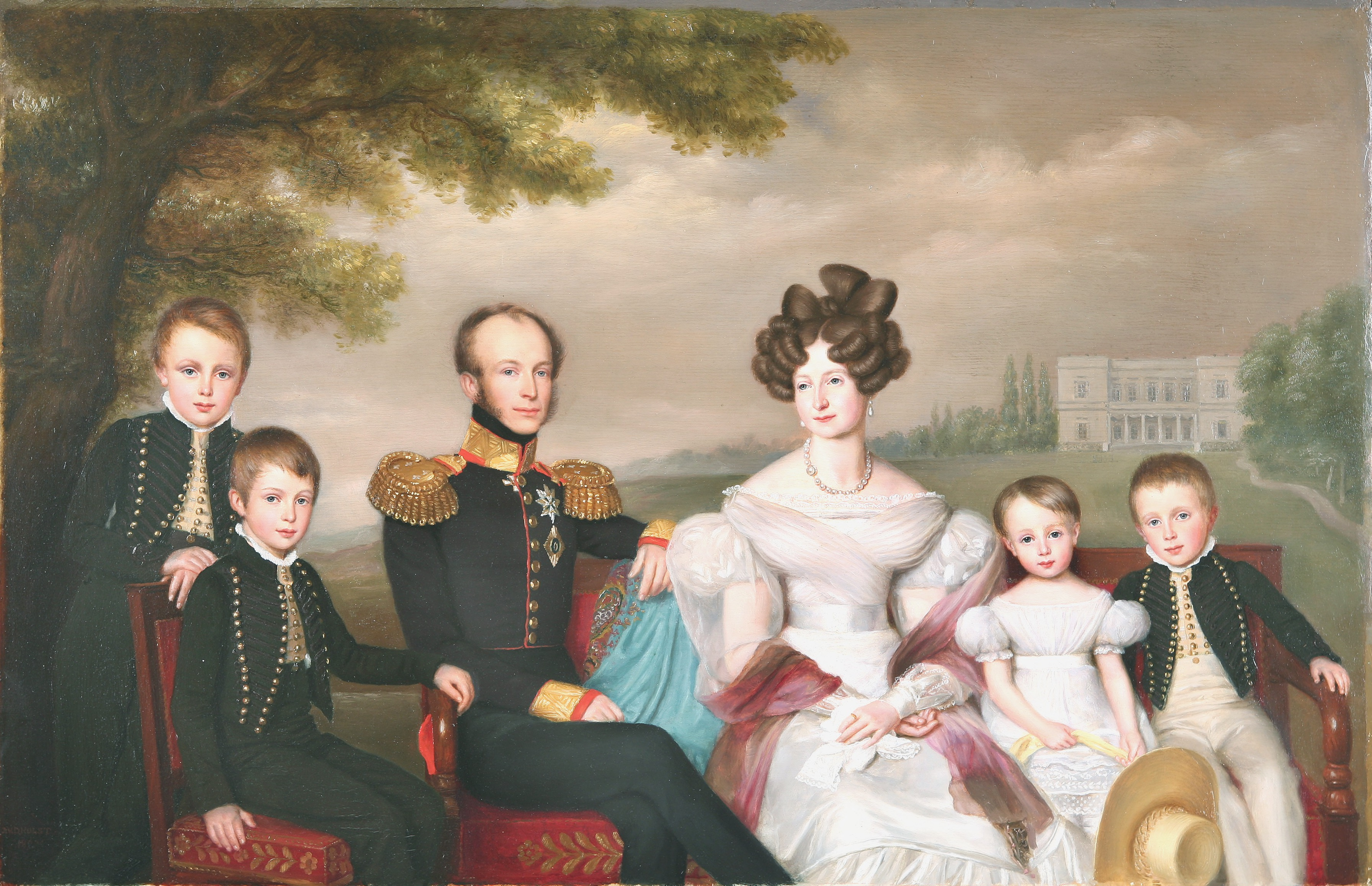
A holland királyi család (1832; Jan Baptist van der Hulst)

- Vilmos Sándor herceg (1817–1890), később Hollandia királya
- Sándor Frigyes herceg (1818–1848)
- Henrik herceg (1820–1879), Luxemburg helytartójának nevezték ki 1850-ben
- Ernő Kazimir herceg (1822. május 21. – október 22.), kisgyermekként elhalálozott
- Zsófia Mária Vilma hercegnő (1824–1897), házassága révén Szász–Weimar–Eisenach nagyhercegnéje.

Annának a holland királyi család nem engedte meg, hogy megtartsa ortodox hitét. Apósával nem tudott jó kapcsolatot kialakítani, férje pedig hűtlen volt hozzá, több balkézről származó gyermeke is született.
A trónörökösi házaspár rendelkezésére állt a Kneuterdijk palota mellett a Soestdijk palota is; ám Anna Pavlovna nem tudta megszokni az északi klímát, ezért délebbre költözött családjával, és Brüsszelben tartózkodott az év legnagyobb részében. Brüsszelben a házaspár nagy népszerűségnek örvendett, elsősorban a gazdagabb polgárok körében; azonban amikor 1830-ban kitört a belga szabadságharc, a családnak menekülnie kellett.

## Holland királynéként

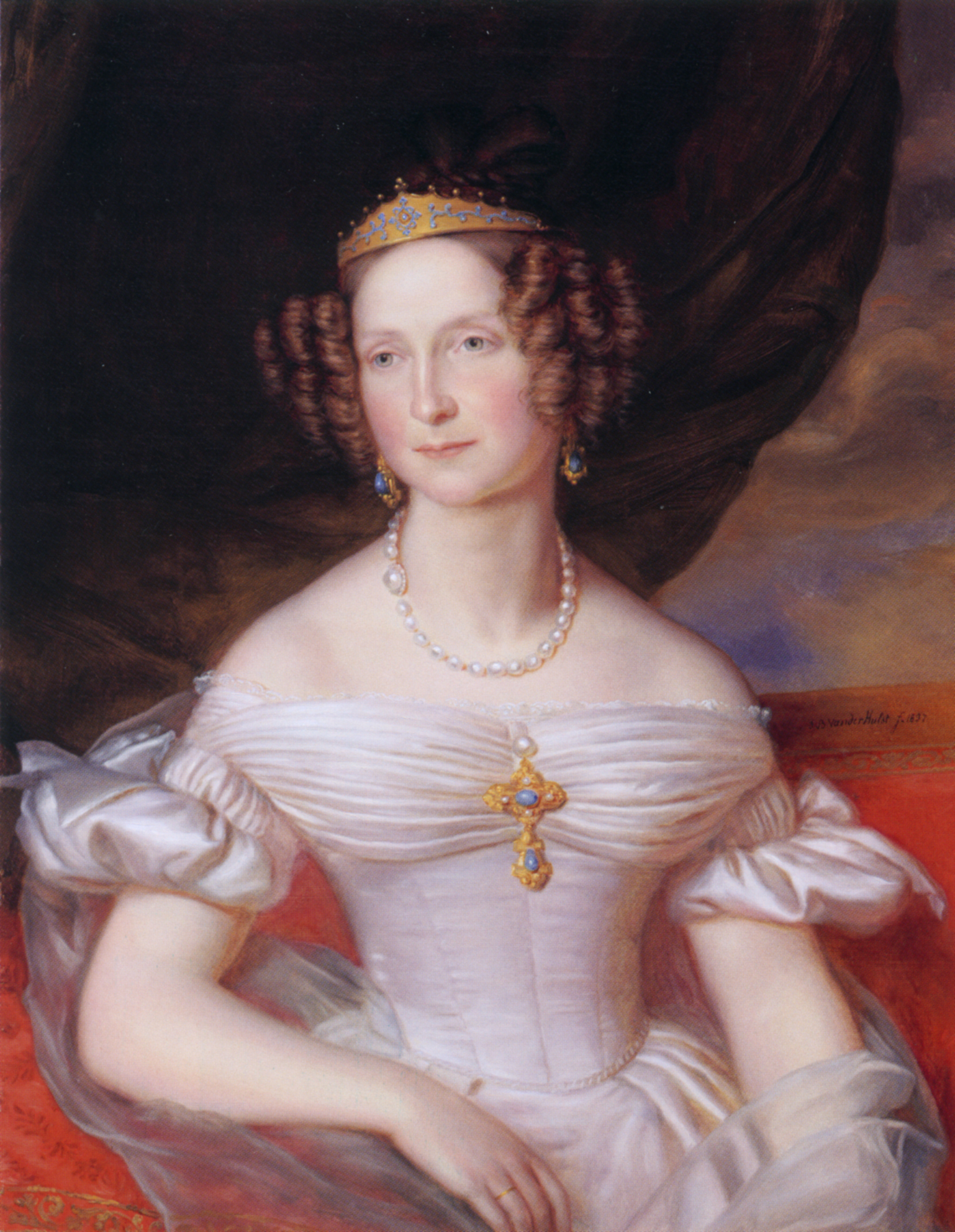
Anna királyné (1837; Jan Baptist van der Hulst)

I. Vilmos király 1840. október 7-én lemondott a trónról, hogy feleségül vehessen egy alacsonyabb származású hölgyet. Vilmos és Anna Hollandia uralkodói lettek, ez pedig azt eredményezte, hogy egyre jobban eltávolodtak egymástól. Mint holland királynénak, Anna Pavlovnának elvileg a népe szokásait és hagyományait be kellett volna tartania, de ő továbbra is orosz felfogás szerint élt, udvartartását is az orosz etikettnek megfelelően vezette. Híres volt pompaszeretetéről és büszkeségéről, az udvari szabályok betartását mindenkitől szigorúan megkövetelte.
1848-ban meghalt kedvenc fia, Sándor Frigyes herceg, 1849. március 17-én pedig férje hunyt el. Anna királyné ezután visszavonult a közéletből, magányosan élt. Mivel királynéként ő is, férje is hatalmas háztartást vezetett, adósságokba keveredett, melyeket csak bátyja, I. Miklós orosz cár segítségével tudott rendezni. Több festménytől is kénytelen volt megválni, hogy viszonozza fivére szívességét. Utolsó éveit megkeserítették unokahúgával és utódjával, Zsófia württembergi királyi hercegnővel való nézeteltérései.
Anna holland királyné és orosz nagyhercegnő 1865. március 1-jén halt meg, Hágában, hosszas betegeskedés után. Halálos ágyánál jelen volt egyetlen leánya, Zsófia hercegnő. Delft városában temették el, egy orosz ortodox és egy protestáns temetési szertartást követően. Észak-Hollandiában egy önkormányzatilag önálló város, Anna Paulowna kapta róla a nevét, mint ahogy a Paulownia fák nemzetsége is. Alakja feltűnik a nagy orosz író, Lev Nyikolajevics Tolsztoj híres könyvében, a Háború és békében.